# کلارکسبرگ (مریلند)
کلارکسبرگ (به انگلیسی: Clarksburg) شهری در ایالت مریلند کشور ایالات متحده آمریکا است که جمعیت آن در سرشماری سال ۲۰۱۰ میلادی، ۱۳٬۷۶۶ نفر بوده‌است.